# Шаранта (річка)
Шаранта (фр. Charente) — річка у південно-західній Франції. Бере початок неподалік селища Шероннак, в історичному регіоні Лімузен. Несе свої води у західному напрямку протягом 381 кілометра, впадає до Атлантичного океану в районі міста Рошфор.
Протікає територією департаментів:
- Верхня В'єнна
- Шаранта (названий за річкою)
- В'єнна
- Приморська Шаранта.

Основні міста, розташовані на берегах Шаранти:
- Жарнак
- Монтіньяк-Шарант
- Ангулем
- Коньяк
- Сент
- Тайбур
- Сен-Савіньян
- Тонне-Шарант
- Рошфор
- Субіз
- Вержеру.

## Судноплавство
Протягом довгого часу річку була важливою транспортною артерією в регіоні південно-західної Франції. З розвитком швидших та економічніших видів транспорту судноплавство по Шаранті поступово зменшувалося і практично припинилося в середині XX сторіччя. 
Згодом судноплавство було відновлене, фарватер розчищений від гирла Шаранті до Ангулема з огляду на значний туристичний потенціал цього відрізку водного шляху. Наразі він є популярним маршрутом серед любителів річкових подорожей.

## Історія
Вважається що назва коньяку походить від стародавнього однойменного міста, заснованого у річки Шаранта (південь Франції). Місто веде історію з дохристиянських часів, став відомим з XII століття в сфері торгівлі вином.